# Karel František z Lichtenštejna
Karel František Antonín princ z Lichtenštejna (německy Karl Borromäus Franz Anton Prinz von und zu Liechtenstein, 23. října 1790, Vídeň – 7. dubna 1865 tamtéž) byl rakouský šlechtic, generál císařské armády a dvořan z rodu Lichtenštejnů. V armádě sloužil od mládí a zastával vysoké funkce ve vojenské administraci, v roce 1851 dosáhl hodnosti generála jízdy. V letech 1849–1865 zastával funkci nejvyššího císařského hofmistra. Vlastnil rozsáhlé statky na Moravě (Moravský Krumlov, Velké Losiny).

## Životopis

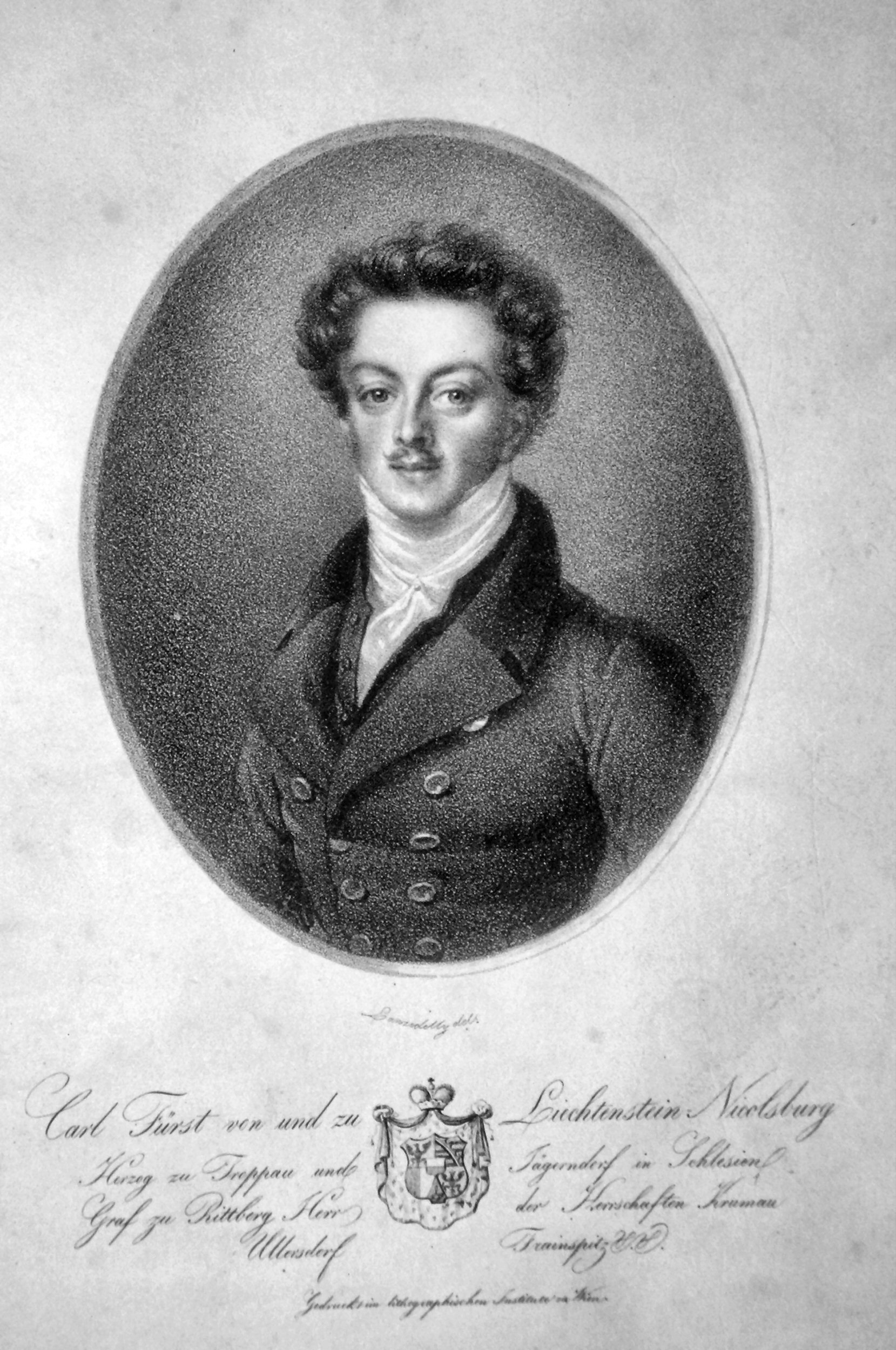
Princ Karel z Lichtenštejna (litografie, 1820)

Pocházel z knížecí rodiny Lichtenštejnů, patřil k mladší linii označované jako karlovská sekundogenitura, kterou založil polní maršál Karel z Lichtenštejna (1730–1789). Narodil se ve Vídni jako starší syn prince Karla z Lichtenštejna (1765–1795), který zahynul v souboji, matkou byla hraběnka Marie Anna z Khevenhüller-Metsche (1770–1849), dcera nejvyššího dvorského maršálka Františka Xavera Khevenhüllera. Karel František měl ještě mladšího bratra Leopolda (1792–1800), který zemřel v dětství. Otce ztratil v pěti letech, do jeho plnoletosti zajišťovala správu majetku poručnická správa. Po otci zdědil na jižní Moravě rozsáhlé panství Moravský Krumlov, poručníci pak v roce 1802 přikoupili od zadlužených Žerotínů panství Velké Losiny na severní Moravě.
Karel studoval soukromě, v roce 1810 vstoupil do armády a zúčastnil se napoleonských válek, mezitím jako plnoletý převzal správu zděděných majetků na Moravě (Moravský Krumlov, Velké Losiny). V roce 1813 dosáhl hodnosti rytmistra v 2. hulánském pluku knížete Schwarzenberga. v roce 1819 po sňatku z armády odešel a věnoval se správě majetku. V roce 1824 znovu vstoupil do armády a rychle postupoval v hodnostech ( v roce 1826 byl majorem a v roce 1829 plukovníkem). V roce 1834 dosáhl hodnosti generálmajora a v letech 1836–1842 byl ředitelem jezdeckého ústavu v Salcburku. Od roku 1842 byl členem dvorské válečné rady a v roce 1844 byl jmenován polním podmaršálem. V letech 1849–1865 zastával funkci nejvyššího hofmistra císařského dvora a zároveň byl plukovníkem všech císařských gard. V roce 1851 byl povýšen do hodnosti c. k. generála jízdy.
I když byl svými funkcemi vázán k trvalému pobytu ve Vídni, věnoval se správě svých majetků na Moravě a řadu úprav na zámku i v parku podnikl například ve Velkých Losinách. V roce 1853 přikoupil za 400 000 zlatých velkostatek Budkov, který byl určen jako majetkové zázemí pro nejmladšího syna Rudolfa. V roce 1858 do rodového majetku přibyl ještě velkostatek Hostim.
Zemřel ve Vídni, pohřben je v rodové hrobce v Moravském Krumlově.

## Tituly a ocenění

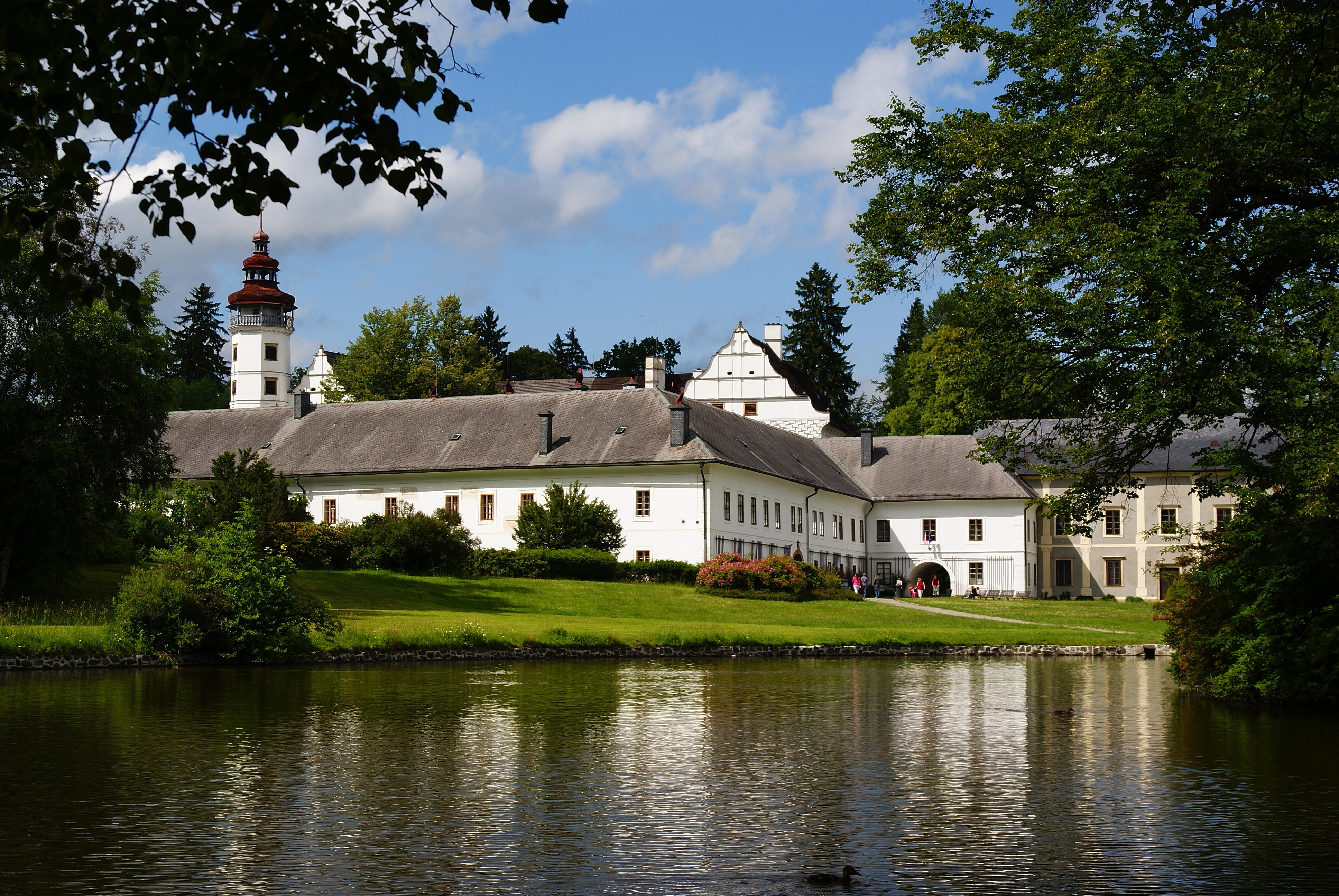
Zámek Velké Losiny, majetek Karla Františka z Lichtenštejna od roku 1802

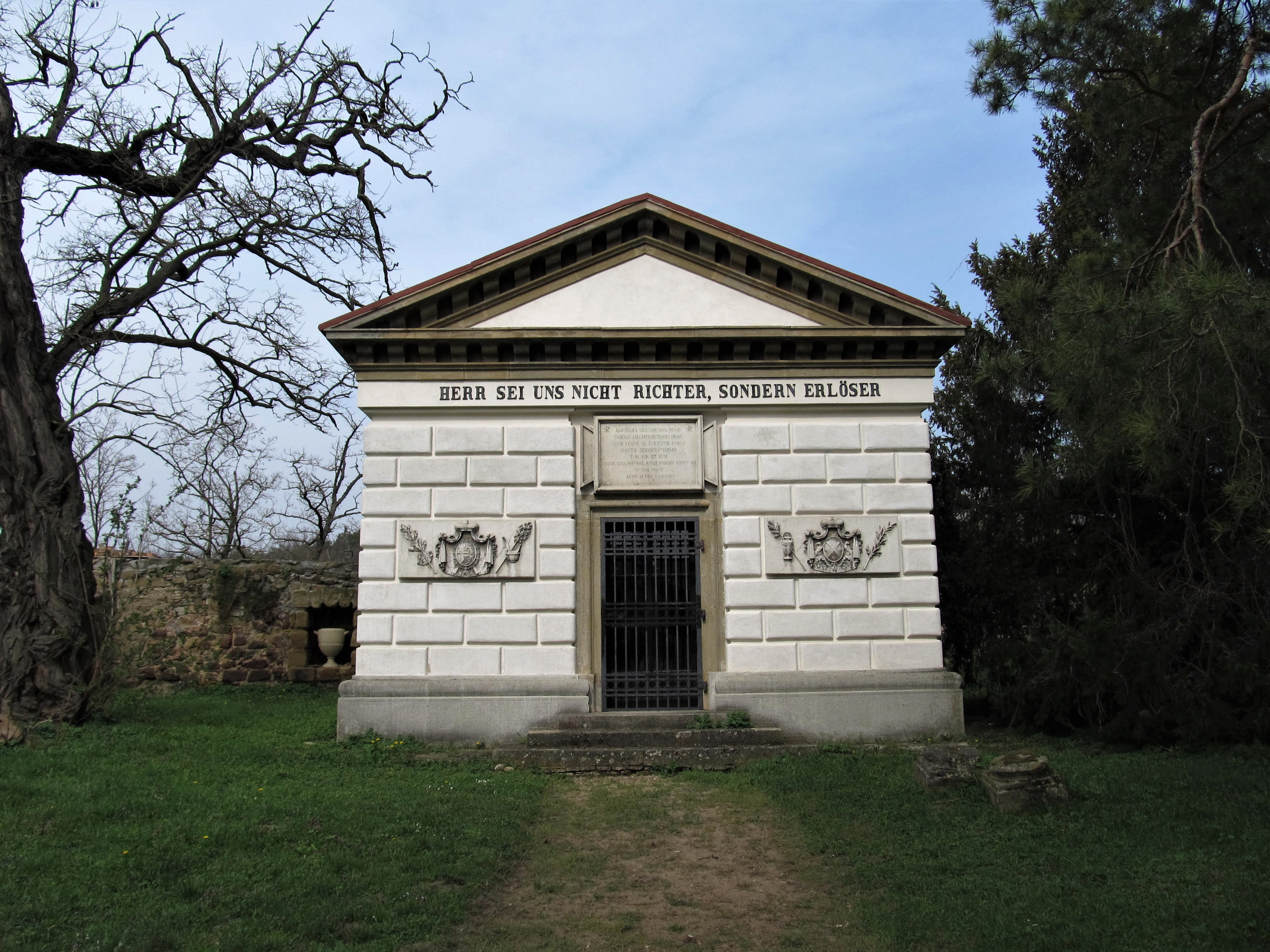
Hrobka Lichtenštejnů v Moravském Krumlově

Jako příslušník knížecího rodu měl od narození nárok na oslovení Jasnost (Durchlaucht). V roce 1825 byl jmenován císařským komorníkem a v hodnosti nejvyššího hofmistra obdržel v roce 1849 titul c. k. tajného rady. Během služby v armádě a u dvora získal řadu vyznamenání od zahraničních panovníků. V Rakousku dosáhl nejvyššího ocenění jako rytíř Řádu zlatého rouna (1852). Od roku 1840 byl čestným majitelem 9. hulánského pluku.

### Rakousko
- Řád zlatého rouna (1852)
- velkokříž Královského uherského řádu svatého Štěpána (1861)

### Zahraničí
- Řád červené orlice I. třídy (Prusko)
- Řád černé orlice s brilianty (Prusko)
- Řád bílé orlice (Rusko)
- rytířský kříž Řádu svatého Alexandra Něvského (Rusko)
- Řád svaté Anny I. třídy s brilianty (Rusko)
- Řád svatého Vladimíra III. třídy (Rusko)
- Řád sv. Stanislava II. třídy (Rusko)
- Řád avizských rytířů (Portugalsko)
- Řád sv. Huberta (Bavorsko)
- Řád svatého Januaria (Království obojí Sicílie)
- Konstantinův řád svatého Jiří (Království Obojí Sicílie)
- velkkříž Řádu Pia IX. (Papežský stát)
- velkokříž Řádu svatého Josefa (Toskánsko)
- velkokříž Leopoldova řádu (Belgie)
- velkokříž Řádu Spasitele (Řecko)
- Řád zähringenského lva (Bádensko)
- Domácí řád věrnosti (Bádensko)
- Řád Ludvíkův (Hesensko)
- Řád bílého sokola (Sasko-Výmarsko)
- Domácí a záslužný řád vévody Petra Fridricha Ludvíka (Oldenbursko)
- Řád Jindřicha Lva (Brunšvicko)

## Rodina
V roce 1819 se oženil s hraběnkou Františkou (Fanny) Bruntálskou z Vrbna (1799–1863), c.k. palácovou dámou, dcerou nejvyššího komořího Rudolfa Bruntálského z Vrbna. Měli spolu devět dětí, po vymření mužského potomstva karlovské linie přešly velkostatky Moravský Krumlov, Hostim a Budkov na spřízněné rodiny Kinských, Trauttmansdorffů a Salmů, Velké Losiny převzala vládnoucí knížecí linie.
- 1. Anna (1820–1900), dáma Řádu hvězdového kříže, manžel 1841 Ferdinand kníže Trauttmansdorff (1803–1859)
- 2. Terezie (1822–1825)
- 3. Eleonora (1825–1826)
- 4. Karel Rudolf (1827–1899), c. k. plukovník, člen panské sněmovny, 1861 povýšen na knížete
- 5. Františka (1830–1831)
- 6. Alžběta (1832–1894), manžel 1858 Hugo Karel kníže ze Salm-Reifferscheidtu (1832–1890)
- 7. Františka (1833–1894), manžel 1865 Josef princ z Arenbergu (1833–1896)
- 8. Marie Josefa (1835–1905), dáma Řádu hvězdového kříže, manžel 1856 Ferdinand Bonaventura kníže Kinský z Vchynic a Tetova (1834–1904)
- 9. Rudolf (1838–1908), c. k. generál jízdy, císařský nejvyšší hofmistr 1896–1908